# Горшков, Сергей Георгиевич
Серге́й Гео́ргиевич Горшко́в (13 [26] февраля 1910, Каменец-Подольский, Подольская губерния, Российская империя — 13 мая 1988, Москва, РСФСР, СССР) — советский военачальник, флотоводец и организатор отечественного ракетно-ядерного флота, Адмирал Флота Советского Союза. Главнокомандующий ВМФ — заместитель Министра обороны СССР (1956—1985). Дважды Герой Советского Союза (1965, 1982). Лауреат Ленинской премии (1985) и Государственной премии СССР (1980). Член ЦК КПСС (1961—1988). Депутат Верховного Совета СССР 4—11 созывов.

## Биография
Родился 13 (26) февраля  1910 года в городе Каменец-Подольский в семье учителей. Отец Георгий Михайлович, после окончания Императорского Харьковского университета, преподавал математику в Каменец-Подольской духовной семинарии, мать Елена Феодосиевна (до брака Никитюкова) преподавала там же русский язык и литературу. В 1913 году семья переехала в Коломну, где отец получил должность инспектора народных училищ Коломенского уезда. После Февральской революции отец был уволен и более года не имел работы, зарабатывал на жизнь трудом сапожника. Семилетний Сергей также трудился подмастерьем у частного сапожника. В 1918 году Георгия Михайловича пригласили преподавать сначала на рабфаке, а затем в Коломенском педагогическом училище. С 1918 года и Сергей стал учиться в Коломенской школе второй ступени (ныне школа № 9), окончил её в 1926 году. Поступил на физико-математический факультет Ленинградского университета.
Жизнь Сергея Горшкова изменил случай: летом 1927 года на каникулах в Коломне он встретил своего друга Неона Антонова, окончившего первый курс Военно-морского училища имени М. В. Фрунзе и также приехавшего навестить родных. Под влиянием его рассказов о флоте и училище, Горшков также принял решение пойти на службу на флот.
С октября 1927 года — на военно-морской службе. Окончил Военно-морское училище имени М. В. Фрунзе в 1931 году с отличием (по итоговым оценкам был четвёртым в выпуске). Начал службу на Морских силах Чёрного и Азовского морей: с ноября 1931 года — вахтенный начальник на эскадренном миноносце «Фрунзе», с декабря 1931 года — штурманом этого эсминца. Но уже в марте 1932 года переведён на Тихоокеанский флот, где служил штурманом на минном заградителе «Томск», с января 1934 года — флагманский штурман бригады заграждения и траления, с ноября 1934 года — командир сторожевого корабля «Бурун» (по итогам 1936 года корабль был признан лучшим по всем Морским силам РККА), с марта 1937 — командир эсминца «Разящий».
В марте 1937 года окончил курсы командиров эскадренных миноносцев при Специальных курсах командного состава при ВМС РККА. С октября 1937 — начальник штаба, а с мая 1938 — командир бригады эсминцев Тихоокеанского флота. Во главе бригады участвовал в боях у озера Хасан.
В ноябре 1938 года руководил буксировкой эсминца «Решительный» из Комсомольска-на-Амуре во Владивосток. При буксировке эсминец был выброшен на камни в Татарском проливе и погиб, разломившись на 3 части. По итогам доклада о катастрофе командующего флотом Н. Г. Кузнецова И. В. Сталину ответственности не понёс, но в начале февраля 1939 года был снят с должности и зачислен в распоряжение Управления по комначсоставу штаба флота.
В июне 1939 года переведён обратно на Черноморский флот и назначен командиром бригады эсминцев. В июне 1940 года получил назначение командиром бригады крейсеров Черноморского флота. В апреле 1941 года заочно окончил Курсы усовершенствования высшего начальствующего состава при Военно-морской академии имени К. Е. Ворошилова.

## Великая Отечественная война
Во главе бригады вступил в боевые действия Черноморского флота в Великой Отечественной войне в июне 1941 года. Как крупный флотский начальник впервые отличился в обороне Одессы и особенно в сентябре 1941 года при высадке Григорьевского десанта. С 15 октября 1941 года командовал Азовской военной флотилией, во главе которой участвовал в Донбасско-Ростовской оборонительной операции, Керченско-Феодосийской десантной операции и оборонительном этапе битвы за Кавказ. После расформирования флотилии с 20 августа 1942 года — заместитель командующего Новороссийского оборонительного района по морской части — член Военного Совета, участник Новороссийской оборонительной операции. В ноябре 1942 года временно командовал войсками 47-й армии, оборонявшейся в районе Новороссийска (единственный случай командования флотским военачальником общевойсковой армией в Великой Отечественной войне). Впрочем, сам С. Г. Горшков полагал, что его исключительное назначение было слишком кратковременным и не официальным, да и командовать сухопутными соединениями ему фактически не пришлось, поскольку в отсутствие командарма имелись другие пехотные опытные начальники, а он являлся лишь координатором совместных действий пехотинцев и моряков.
В январе 1943 года была возрождена Азовская военная флотилия, и С. Г. Горшков был вновь назначен её командиром. Под его командованием флотилия в 1943 году активно содействовала советским войскам в Донбасской операции и в Новороссийско-Таманской наступательной операции. Силы флотилии провели серию десантных операций на Азовском море: десант у косы Вербяной, Таганрогский десант, Мариупольский десант, десант у Осипенко, Темрюкский десант. В ходе Керченско-Эльтигенской десантной операции Азовская флотилия под его командованием высаживала силы главного десанта под Керчью и обеспечивала поддержку с моря советских войск на Керченском плацдарме.
В конце декабря 1943 года был ранен при подрыве его машины на немецкой мине, от взрыва вылетел через лобовое стекло и получил травму позвоночника, два месяца провёл в госпитале.
С апреля 1944 года — командир вновь созданной Дунайской военной флотилии. Руководил её действиями в Ясско-Кишинёвской, Белградской, Апатин-Капошварской, Будапештской операциях, умело организовал взаимодействие флотилии с сухопутными войсками. Вновь отличился при высадке многих тактических и оперативных десантов (форсирование Днестровского лимана, десант в Жебрияны — Вилково, десант в Килию Новую, десанты в Радуевац и Прахово, Герьенский десант, Опатовацкий десант, Вуковарский десант). Однако в декабре 1944 года внезапно был снят с командования флотилией и назначен командующим эскадрой Черноморского флота. Поскольку на Чёрном море к тому времени боевые действия уже несколько месяцев как завершились, то отзыв с воюющей флотилии в тыл был явным понижением. Участвовал в обеспечении проведения Ялтинской конференции.

## Послевоенная служба
После Победы командовал эскадрой ещё более 3 лет. С ноября 1948 года — начальник штаба Черноморского флота, с августа 1951 года — командующий Черноморским флотом. С июля 1955 года — первый заместитель Главнокомандующего ВМФ СССР. С 5 января 1956 по 9 декабря 1985 года — Главнокомандующий ВМФ — заместитель Министра обороны СССР. Сторонник развития океанского флота, подводного флота, дальних боевых походов. За почти 30 лет командования С. Г. Горшкова ВМФ СССР полностью преобразился и стал мощным океанским флотом. Постоянными стали длительные боевые службы боевых кораблей в важных районах Мирового океана с формированием оперативных эскадр в Средиземном море, в Атлантическом, Тихом и Индийском океанах. На флоте появились корабли и суда новых типов, создан подводный ядерный ракетный флот. Большое развитие получила военно-морская авиация.
Кроме выполнения служебных обязанностей, Горшков серьёзно занимался теоретическими исследованиями. Автор около 240 научных работ и публикаций. Так, он первым после С. О. Макарова  провел фундаментальные исследования в области военно-морского искусства и определил перспективы его развития, которые сохраняют актуальность и в наши дни. Провел анализ значения Мирового океана для развития цивилизации и сделал вывод о непрерывном возрастании его роли в современных условиях, следствием чего будет и нарастание борьбы за господство в Мировом океане и за контроль над ним со стороны ведущих военно-политических блоков. На основе этих и других исследований он обосновал фундаментальное положение о том, что в современных условиях ВМФ — это инструмент решающего политического влияния государства в мирное время и ведущее средство (в согласовании с иными видами и родами войск) достижения политических целей вооруженной борьбы на океанских и морских театрах в военное время. На основе этих выводов Горшков разрабатывал требования к океанскому флоту СССР, которые сам же и воплощал в жизнь.
С декабря 1985 года — в Группе генеральных инспекторов Министерства обороны СССР.
Член ВКП(б) с 1942 года. Член ЦК КПСС с 1961 года (кандидат с 1956 года). Депутат Верховного Совета СССР: Совета Союза от Крымской области (4 созыв, 1954—1958), Одесской области (5 созыв, 1958—1962), Латвийской ССР (8-11 созыв, 1970—1989); Совета Национальностей от Латвийской ССР (6-7 созыв, 1962—1970).
Умер в 1988 году. Похоронен на Новодевичьем кладбище.
Почётный гражданин Севастополя (1974), Владивостока (1985), Бердянска (1974), Ейска, Северодвинска (1978).

Сергей Георгиевич служил прежде на эсминцах и сторожевых кораблях, окончил три военно-морских учебных заведения, черноморец и тихоокеанец, он очень вырос за годы войны. В 1941—1942 годах он был активным участником обороны Одессы и Новороссийска. Успешному взаимодействию его кораблей с сухопутным войсками немало способствовало то обстоятельство, что он обладал опытом боевого руководства как на море, так и на суше. Позднее С. Г. Горшков командовал Дунайской военной флотилией, Черноморским флотом, а сейчас, как известно, командует Военно-Морскими Силами страны, заместитель министра обороны, Адмирал флота Советского Союза.

Могила С. Г. Горшкова на Новодевичьем кладбище

— 

## Воинские звания
- капитан-лейтенант (17.03.1936).
- Капитан 3-го ранга (1937).
- Капитан 2-го ранга (09.1939).
- Капитан 1-го ранга (1940).
- Контр-адмирал (16.09.1941).
- Вице-адмирал (25.09.1944).
- Адмирал (03.08.1953).
- Адмирал флота (28.04.1962).
- Адмирал флота Советского Союза (28.10.1967).

## Награды

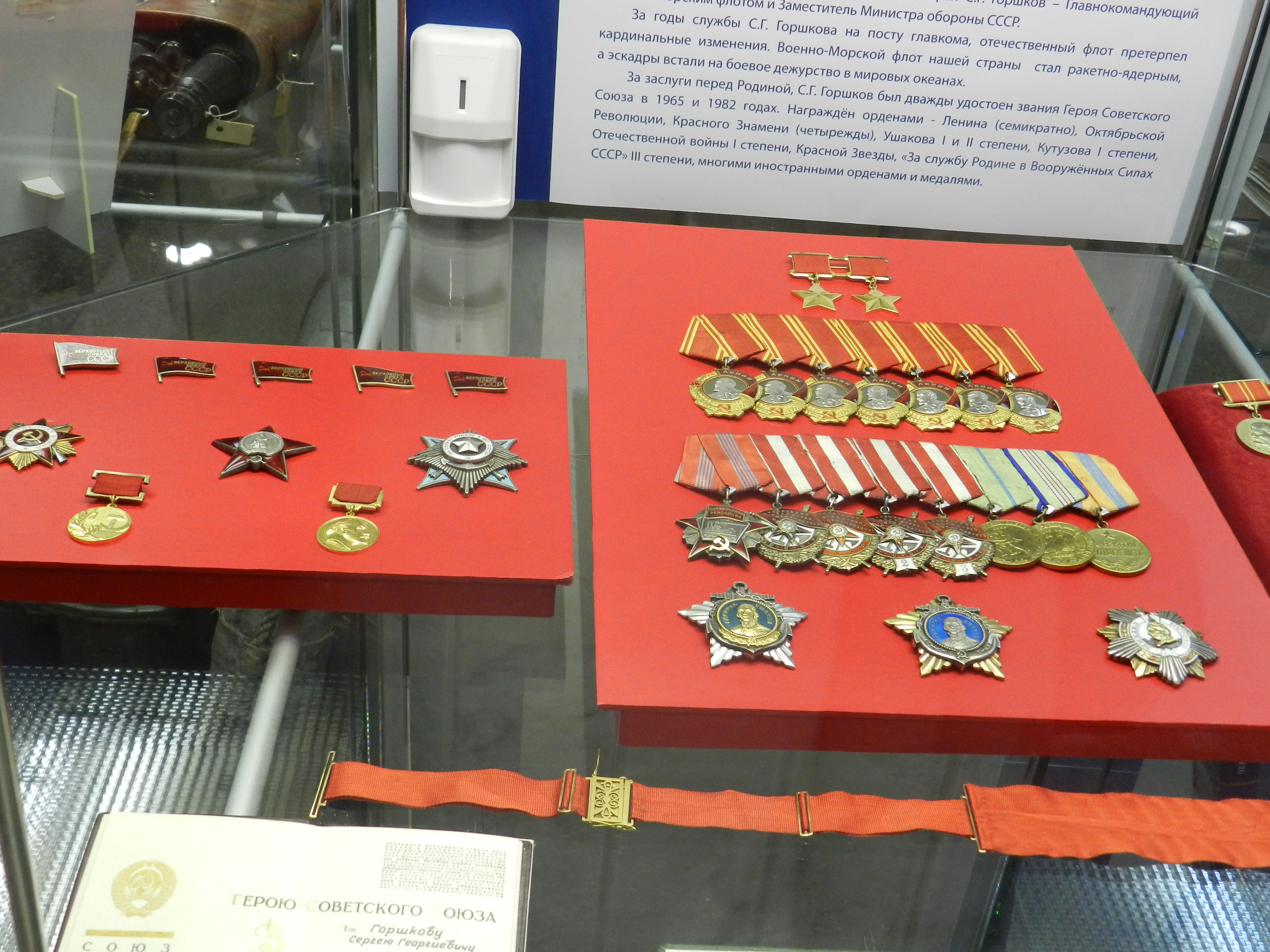
награды Горшкова Сергея Георгиевича в Центральном музее Великой Отечественной войны 1941—1945 гг. (Музее Победы) на Поклонной горе.

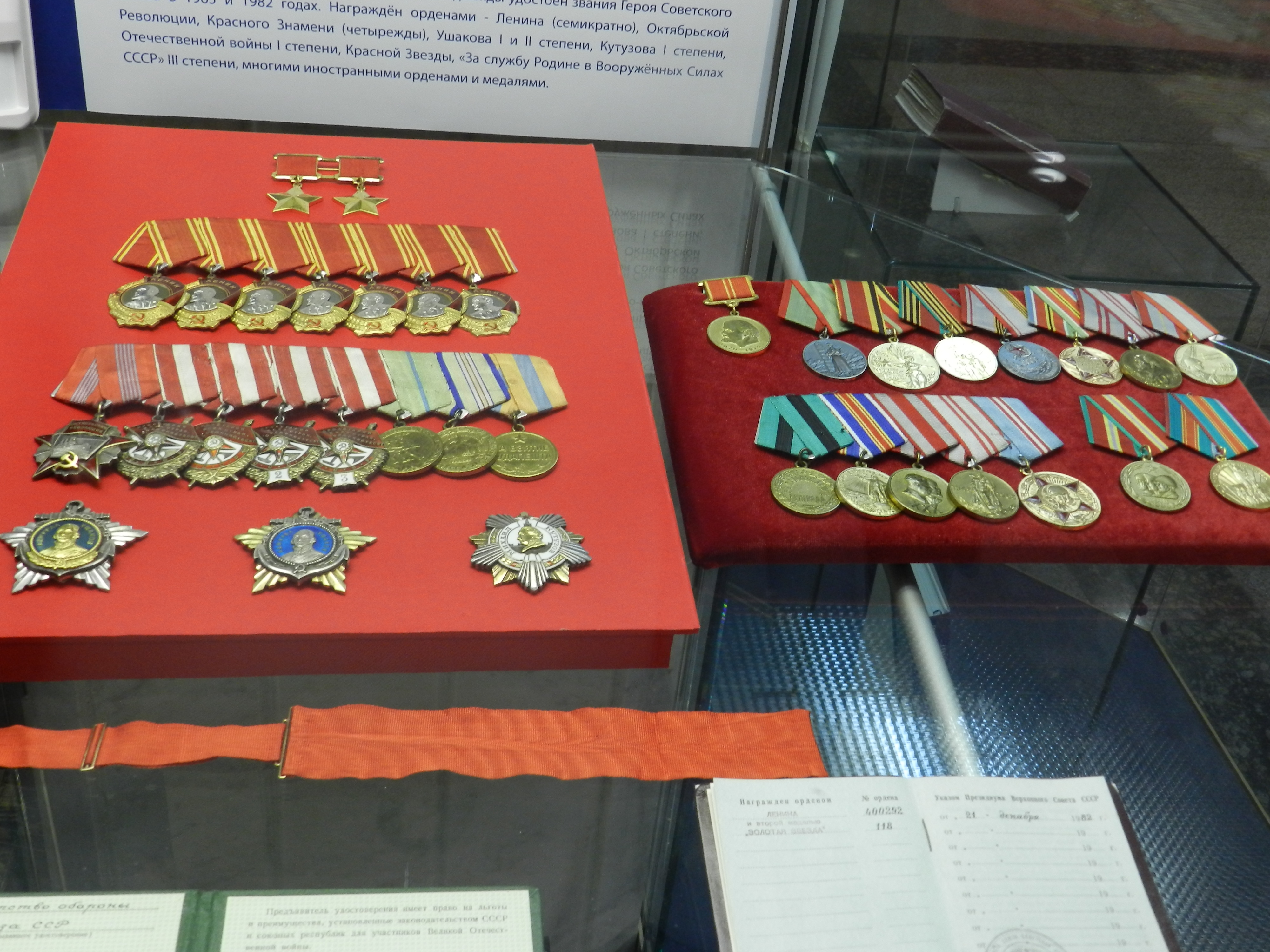
награды Горшкова Сергея Георгиевича в Центральном музее Великой Отечественной войны 1941—1945 гг. (Музее Победы) на Поклонной горе.

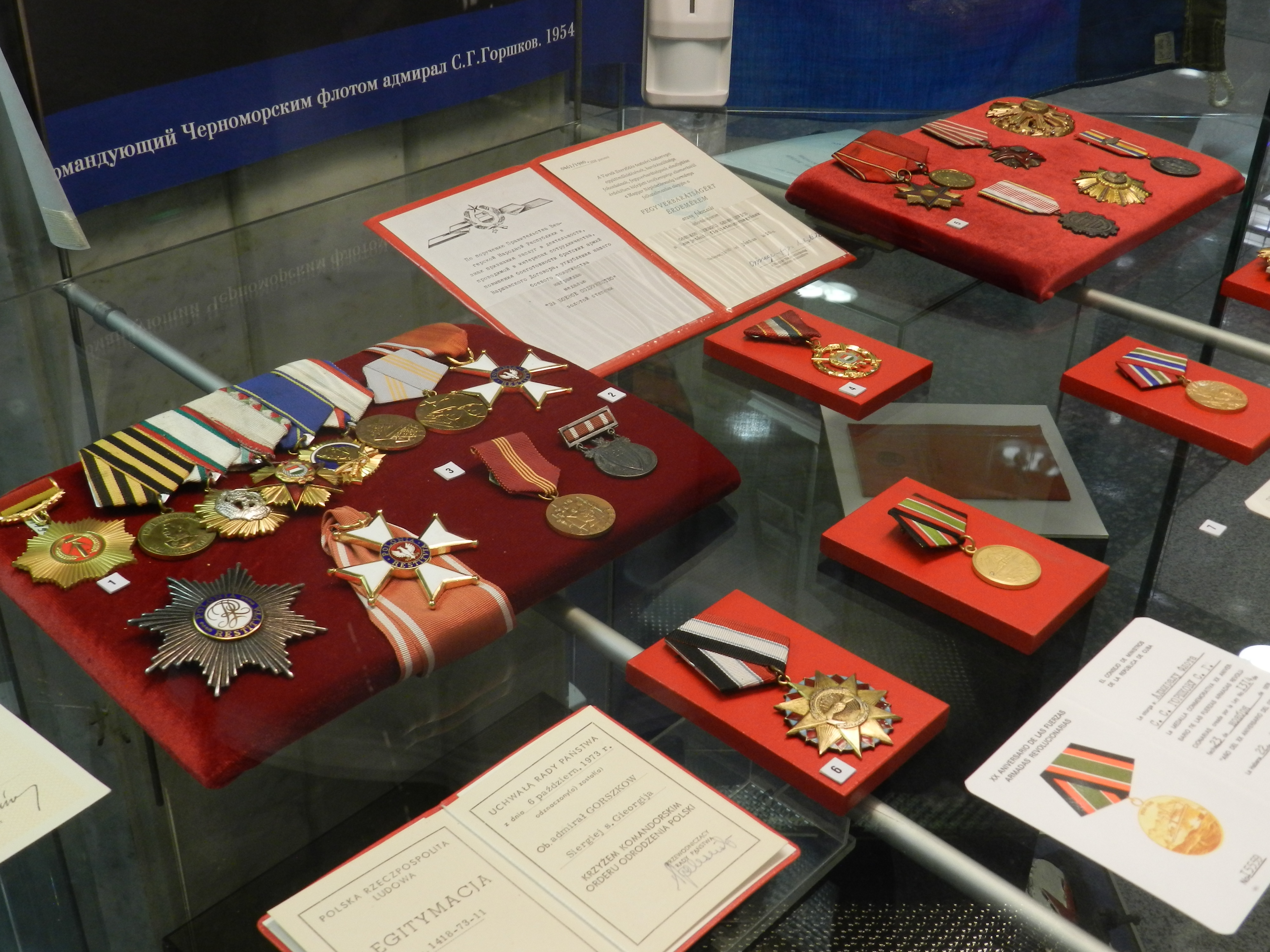
иностранные награды Горшкова Сергея Георгиевича в Центральном музее Великой Отечественной войны 1941—1945 гг. (Музее Победы) на Поклонной горе.

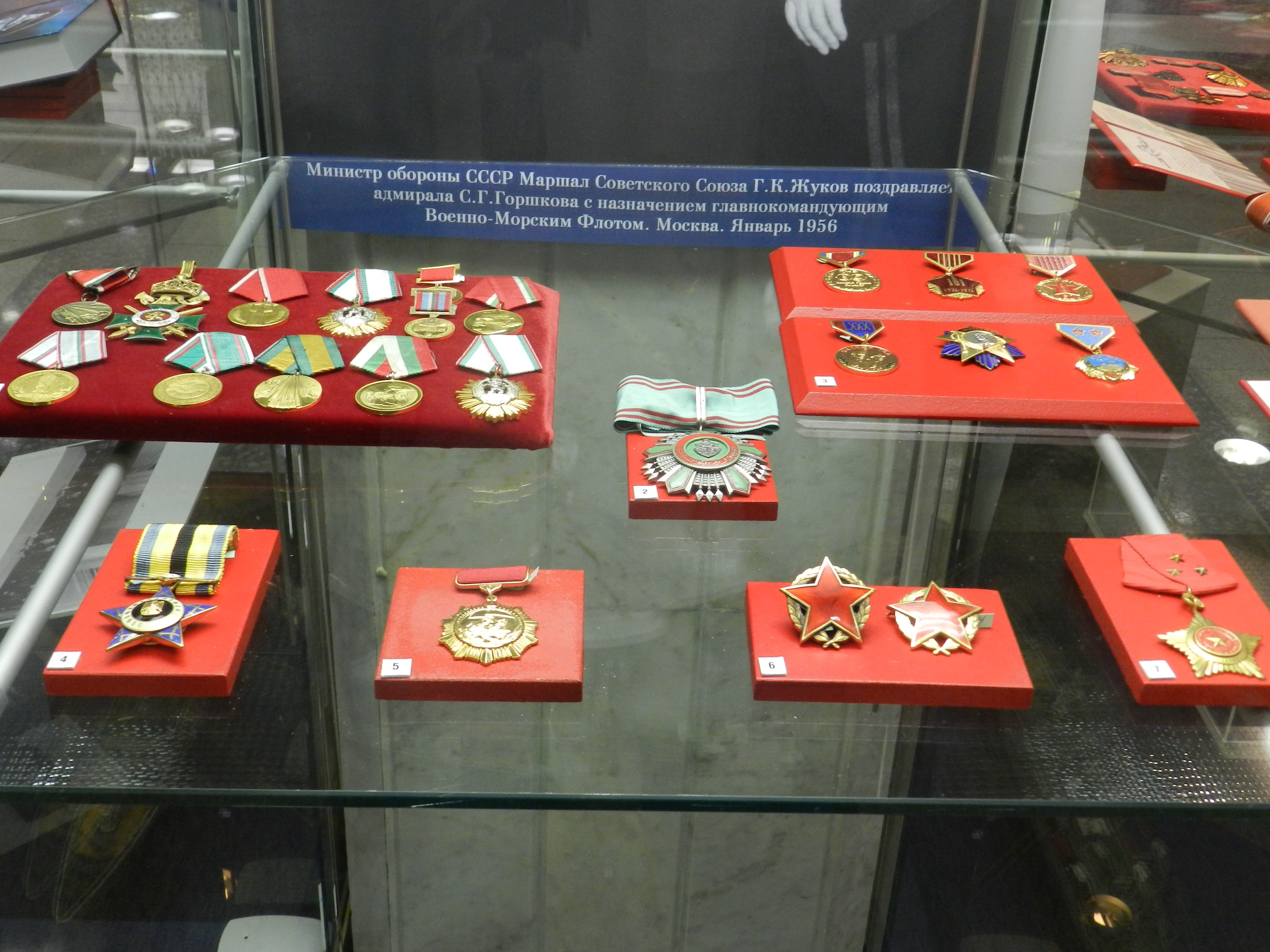
иностранные награды Горшкова Сергея Георгиевича в Центральном музее Великой Отечественной войны 1941—1945 гг. (Музее Победы) на Поклонной горе

### Высшие степени отличия
- две медали «Золотая Звезда» Героя Советского Союза (№ 10684 — 07.05.1965, № 118 — 21.12.1982)[21][22].

### Ордена
- Семь орденов Ленина (26.02.1953; 23.02.1960; 28.04.1963; 07.05.1965; 25.02.1970; 21.02.1978; 21.12.1982);
- Орден Октябрьской Революции (22.02.1968);
- четыре ордена Красного Знамени (03.04.1942; 24.07.1943; 06.11.1947; 23.07.1959);
- Орден Ушакова I степени (28.06.1945);
- Орден Кутузова I степени (18.09.1943);
- Орден Ушакова II степени (16.05.1944);
- Орден Отечественной войны I степени (11.03.1985);
- Орден Красной Звезды (03.11.1944);
- Орден «За службу Родине в Вооружённых Силах СССР» III степени (30.04.1975).

### Медали
- Медаль «За воинскую доблесть. В ознаменование 100-летия со дня рождения Владимира Ильича Ленина»;
- медаль «За отличие в охране государственной границы СССР»;
- медаль «За оборону Одессы»;
- медаль «За оборону Кавказа»;
- медаль «За победу над Германией в Великой Отечественной войне 1941—1945 г. г.»;
- медаль «Двадцать лет победы в Великой Отечественной войне 1941—1945 г. г.»;
- медаль «Тридцать лет Победы в Великой Отечественной войне 1941—1945 г. г.»;
- медаль «Сорок лет Победы в Великой Отечественной войне 1941—1945 г. г.»;
- медаль «За взятие Будапешта»;
- медаль «За освобождение Белграда»;
- медаль «Ветеран Вооружённых Сил СССР»;
- медаль «За укрепление боевого содружества»;
- медаль «30 лет Советской Армии и Флота»;
- медаль «40 лет Вооружённых Сил СССР»;
- медаль «50 лет Вооружённых Сил СССР»;
- медаль «60 лет Вооружённых Сил СССР»;
- медаль «70 лет Вооружённых Сил СССР»;
- медаль «В память 250-летия Ленинграда»;
- медаль «В память 1500-летия Киева».

### Премии
- 1985 — Ленинская премия[23].
- 1980 — Государственная премия СССР.

### Именное оружие
- Почётное оружие — именная шашка с золотым изображением Государственного герба СССР (22.02.1968).

### Иностранные награды
- ГДР:
  - орден «За заслуги перед Отечеством» в золоте (1970);
  - орден Шарнхорста (1980);
  - золотая медаль «Братство по оружию»;
- ПНР:
  - орден Возрождения Польши 2-го класса (1968);
  - орден Возрождения Польши 3-го класса (1978);
  - медаль «Братство по оружию»;
- СФРЮ:
  - два ордена Партизанской звезды 1-й степени (1945, 1965);
- СРР:
  - орден Тудора Владимиреску 1-й степени (1969);
  - орден «Звезда Румынии» 3-й степени (1950);
  - орден «Защита Отечества» (1950);
- МНР:
  - орден Сухэ-Батора (1971);
  - медаль «50 лет Монгольской Народной Армии»;
  - медаль «60 лет Монгольской Народной Армии»;
  - медаль «30 лет Халхин-Гольской Победы»;
  - медаль «40 лет Халхин-Гольской Победы»;
  - медаль «30 лет Победы над милитаристской Японией»;
- ВНР:
  - Орден Заслуг Венгерской Народной Республики 1-й степени (1965);
  - медаль «За боевое содружество» 1-й степени
- Болгария:
  - три ордена Народной Республики Болгария (1970, 1974, 1985);
  - орден «За военные заслуги» 1-й степени (1945);
  - медаль «30 лет Победы над фашистской Германией»;
  - медаль «100 лет Освобождения Болгарии от османского рабства»
  - медаль «100 лет со дня рождения Георгия Димитрова»
- ЧССР:
  - медаль «За укрепление дружбы по оружию»
- Египет:
  - медаль Военных заслуг 1-й степени (1972);
- СРВ:
  - орден Военных заслуг 1-й степени (1983);
- Индонезия:
  - звезда и знак ордена «Звезда Республики Индонезии» 1-го класса (1961);
- Йемен:
  - орден Дружбы Народов (1983);
- Перу:
  - орден Военно-морских заслуг (1978);
- Тунис:
  - орден Республики (1977);

## Память
- Памятники С. Г. Горшкову установлены в городах Коломне (автор — скульптор Л. Е. Кербель) и Новороссийске.
- На здании штаба Черноморского флота установлена мемориальная доска.
- на здании управления пенсионного фонда в Ейске по ул. Коммунаров,13 ( в марте - сентябре 1943 года здание штаба Азовской Военной Флотилии) установлена памятная доска
- Имя С. Г. Горшкова увековечено в названиях Центрального госпиталя ВМФ, гимназии № 9 в г. Коломне, которую он окончил в 1926 году, улицы и гимназии № 9 в микрорайоне Купавна г. Балашиха (мкрн. Железнодорожный) Московской области, улицы в новом жилом микрорайоне «Снеговая Падь» г. Владивостока и Технико-экономического лицея и микрорайона г. Новороссийска.
- Его имя носил тяжёлый авианесущий крейсер (бывший «Баку»), проданный Индии и переименованный в «Викрамадитья».
- В знак признательности выдающихся заслуг С. Г. Горшкова перед Отечеством в области укрепления Российского флота, а также за постоянную его заботу о флотских спортсменах в соответствии с распоряжением Президента Российской Федерации от 21 октября 1996 года № 513-рп, приказом Министра обороны Российской Федерации от 15 января 1997 года № 17 (приказ подписал первый заместитель Министра обороны РФ генерал армии В. Самсонов) Центральному спортивному клубу Военно-Морского Флота присвоено наименование — Центральный спортивный клуб Военно-Морского Флота имени Адмирала Флота Советского Союза С. Г. Горшкова.
- В 2005 году решением Главнокомандующего ВМФ России учреждена стипендия им. С. Г. Горшкова, вручаемая ежегодно лучшим учащимся гимназии № 9 в г. Коломне.
- Имя «Адмирал Флота Советского Союза Горшков» носит головной фрегат проекта 22350 Северного флота ВМФ России[24].
- В 2006 году учреждена ведомственная медаль Министерства обороны РФ «Адмирал Горшков».
- 92 отечественные и иностранные награды переданы семьёй Горшкова в 2017 году на хранение в Музей Победы на Поклонной горе[25].
- В 2017 году в Мурманске у входа в Нахимовское военно-морское училище среди прочих установлен бюст С. Г. Горшкова.

## Критика деятельности
Деятельность С. Г. Горшкова как Главнокомандующего ВМФ подвергается критике[кто?] за проведение несбалансированной политики строительства флота. В частности, за отказ от строительства авианосцев в пользу дорогостоящих тяжёлых авианесущих крейсеров, но не способных противостоять атомным многоцелевым авианосцам типа «Нимиц» и решать широкий спектр задач.
Также, по мнению некоторых исследователей[кто?], в своих карьерных интересах С. Г. Горшков выступал противником программы строительства флота Адмирала Флота Советского Союза Н. Г. Кузнецова и проводником интересов группы Маршала Советского Союза Д. Ф. Устинова, связанной с военно-промышленным комплексом СССР. Следствием этого было создание неоправданно большого количества разнотипных кораблей, систем вооружения и радиоэлектронного оборудования. Было создано колоссальное количество подводных лодок. При этом инфраструктура была неразвитой, а тыловая часть, прежде всего жильё для личного состава, существовала в ужасном состоянии. Всё время существовал явный перекос в сторону тяжёлых крейсеров, при этом действительно мобильных кораблей, способных решать широкий круг локальных задач, не хватало.
«…строительство надводного флота ВМФ СССР было неоправданно расточительным и нелогичным. Например, игнорировалась настоятельная необходимость строительства крупных авианосцев, без которых флот просто был неспособен вести полноценные боевые действия в условиях как локальных боевых конфликтов, так и неограниченной ядерной войны. В то же время надводный флот пополнялся четырьмя (!) типами крейсеров одновременно. Практически каждый судостроительный завод строил свой тип корабля (за исключением ССЗ имени А. А. Жданова, строившего параллельно два типа: пр. 956 и пр. 1155). При этом в богатой Америке строили крейсеры только одного типа — „Тикондерога“, да и то унифицированного со своим прототипом — эсминцами типа „Спрюэнс“.
Разнотипность стала общей бедой не только в кораблестроении. Системы вооружения и радиоэлектронного оборудования советских кораблей также отличались большой разнотипностью. В течение последних двух десятилетий в СССР было введено в строй 45 типов боевых кораблей (ПЛ-АВ-КР-ЭМ-СКР), в США — 16 типов. На вооружение кораблей (без авиационного) было принято 30 типов ракет, в США — только 10 типов…».

## Сочинения
- Горшков С. Г. Морская мощь государства. — М.: Воениздат, 1976.
- Горшков С. Г. Военно-Морской Флот. — М.: Воениздат, 1977.

- Горшков С. Г. На страже Отчизны. — Москва, 1980.
- Горшков С. Г. Проблемы изучения и освоения Мирового океана. — Рига, 1982.
- Горшков С. Г. На южном приморском фланге (осень 1941 г. — весна 1944 г.). — М.: Воениздат, 1989. — 286 с. — ISBN 5-203-00144-8.
- Горшков С. Г. Во Флотском Строю (Военные Мемуары). — СПб.: LOGOS, 1996. — С. 407. — 200 экз. — ISBN 5-87288-127-4.
- Горшков С. Г. Черноморский флот в битве за Кавказ. // Военно-исторический журнал. — 1974. — № 3. — С.13-26.
- Горшков С. Г. Оперативно-стратегическое использование Военно-Морского Флота в Великой Отечественной войне. // Военно-исторический журнал. — 1985. — № 4. — С.73-81.